# Vivendi Universal Entertainment
Vivendi Universal Entertainment était l'entité de Vivendi Universal qui regroupait les activités cinéma, télévision et parcs d'attractions du groupe. 
Créée en 2000 à l'occasion de la fusion de Vivendi et de Seagram, VUE était l'une des divisions de Vivendi Universal, groupe mondialisé présent dans de nombreux domaines comme la musique avec Universal Music Group, la téléphonie avec Cegetel et SFR, ou l'édition avec Vivendi Universal Publishing (littérature, manuels scolaires, presse, jeux vidéo), aujourd'hui Editis.
Vivendi Universal Entertainment est le résultat du regroupement des activités Universal (hors musique) de Seagram et du groupe Canal+, constitué entre autres de la chaine Canal+, de Canalsatellite, de StudioCanal, apporté par Vivendi.
En 2002, Vivendi prend le contrôle de l'entreprise de divertissement IAC (ex-USA Networks) et l'intègre au sein de Vivendi Universal Entertainment,.
En 2004, Vivendi Universal Entertainment se composait de :
- Universal Pictures Group
  - Universal Studios
  - Focus Features
  - United International Pictures
  - Universal Studios Home Video
- Universal Television Group
- Universal Parks & Resorts
- Canal+ (l'ensemble du groupe sauf la chaîne)

Canal+ SA est la seule entité à rester en dehors de la fusion, puisqu'une règle stipule qu'aucun groupe industriel ne peut détenir plus de 49 % du capital d’une chaîne de télévision française.
En mai 2004, Vivendi Universal cède Vivendi Universal Entertainment (sauf le groupe Canal +) à General Electric, propriétaire du groupe audiovisuel NBC, qui l'a intégrée au sein du nouveau groupe de médias NBCUniversal, en échange d'une participation de 20 %. Vivendi Universal conserve Universal Music Group.
La participation de Vivendi Universal est finalement vendue à General Electric en deux temps fin 2010 et début 2011. Ce groupe a lui-même revendu ensuite 51 % de NBCUniversal au premier câblo-opérateur américain, Comcast, qui y intègre ses propres chaines de télévision.